# Daniel Willington
Daniel Alberto Willington (Santa Fe, 1º settembre 1942) è un ex calciatore e allenatore di calcio argentino, di ruolo attaccante.

## Carriera

### Club
Ha vinto un campionato nel 1968 durante la sua militanza al Vélez.

### Nazionale
Con la Nazionale argentina è sceso in campo 11 volte tra il 1962 e il 1970.

## Palmarès

### Club

#### Competizioni nazionali
- Campionato argentino: 1

Vélez: Nacional 1968